# Синагога Шнеерсона
Синагога Шнеерсона — памятник архитектуры местного значения и истории вновь выявленный в Нежине. Сейчас здесь на первом этаже размещаются магазины.

## История
Изначально объект был внесён в «список памятников архитектуры вновь выявленных» под названием Полицейский участок и жандармское управление 2-го городского округа, «список памятников истории вновь выявленных» — Синагога Шнеерсона, связанная с деятельностью одного из направлений хасидизма Дов Бер бен Шнеур Залман Шнеерсона.
Приказом Министерства культуры и туризма от 21.12.2012 № 1566 присвоен статус памятник архитектуры местного значения с охранным № 10038-Чр под названием Синагога Шнеерсона.

## Описание
Дом построен в 1850 году на углу Московской и Преображенской улиц. Строительство связывают с главным раввином Нежина Израелем Ноахом Шнеерсоном. Молитвенный дом имени Шнеерсона действовал в период 1851-1917 годы. Постановлением окружного исполкома от 2 декабря 1928 года были закрыты 2 церкви и 2 синагоги Любавицкой (Шнеерсона) и Золотницкого. Реакцией на данное постановление, 14 декабря 1929 года в газете «Новое село» вышла статья под названием «Синагоги под культурные учреждения». Затем синагога возобновила свою деятельность на Гимназической улице и работала в период 1921-1933 годы
Двухэтажный, каменный, прямоугольный в плане дом. Этажи разные по высоте, где второй этаж выше первого. Имеет характерные для середины 19 века монументальные отделочные элементы. Окна четырёхугольные.
Сейчас здесь на первом этаже размещаются магазины.